# Museo Pedro Coronel
El Museo Pedro Coronel es un recinto museográfico ubicado en la ciudad de Zacatecas. Fue fundado en 1983 y está dedicado a la exposición de la obra del pintor zacatecano y de su colección privada donada que comprende arte de distintas épocas y países.

## Historia
El museo se localiza en lo que antes fue el Colegio de la Purísima Concepción o Colegio Grande fundado por los jesuitas en el siglo XVII. A mediados del siglo XVIII fue remodelado, y luego de la Expulsión de los Jesuitas de 1776 fue dado a los dominicos. Esa orden abandonó el inmueble en 1859 luego del decreto de la Ley Penal contra los Conspiradores, decretada por el entonces gobernador Jesús González Ortega, en el contexto de la Guerra de Reforma. En el siglo XIX fue usado como hospital, cuartel y cárcel, uso que tuvo hasta 1962. Hacia 1974 se hicieron obras de rescate y restauración en el edificio con el fin de destinarlo a actividades culturales. 
En 1983 el pintor Pedro Coronel decidió donar su colección artística y aceptó que fuera exhibida públicamente en este espacio, inaugurado con su actual nombre el 8 de mayo de 1983. El artista falleció en 1985, y un año después su cuerpo fue trasladado y enterrado en el patio del museo.
En 2014 el edificio fue remodelado durante algunos meses, cambiándose su guion y estructura museográfica, además de dotarle de espacios para talleres, conferencias, actividades infantiles. Fue agregada también una sección dedicada a la restauración.

## Colección
La colección resguardada por el museo tiene una diferencia clara entre el arte antiguo y el contemporáneo y es exhibida en quince salas de colección permanente y una más dedicada a exhibición temporal.  
- Colección de la obra de Pedro Coronel
- Piezas de arte de Grecia, China, Japón, Italia, países de África y Oceanía
- Piezas de arte de autores como Marc Chagall, Salvador Dalí, Vasili Kandinsky, Joan Miró, Pablo Picasso, Serge Poliakoff y Victor Vasarely, entre muchos otros
- Biblioteca de Colecciones Especiales Elías Amador, con 20 mil volúmenes[2]
- Colección de numismática zacatecana

## Biblioteca de Colecciones Especiales Elías Amador
El museo aloja dicha biblioteca, la cual está destinada al resguardo de colecciones bibliográficas y documentales anteriores al siglo XX. Entre los acervos que la conforman están las bibliotecas personales de Jesús González Ortega y Valentín Gómez Farías, entre otros 20 mil volúmenes especiales provenientes de fondos históricos. Tuvo su origen en la Biblioteca Pública del Estado, creada en el siglo XIX y llamada posteriormente Biblioteca Pública Zaragoza, que tuvieron una historia de altibajos hasta el siglo XX. Inició actividades en 1987, cuando fueron separados y catalogados fondos antiguos y modernos, que hasta los años 80 se encontraban mezclados. De manera administrativa este recinto pertenece a la Biblioteca Central Mauricio Magdaleno, si bien físicamente está alojada en el interior del Museo Pedro Coronel. Honra la memoria del bibliófilo Elías Amador, primer organizador de la biblioteca pública zacatecana. 

## Bienal de Pintura
La Bienal de Pintura Pedro Coronel es un certamen anual realizada en este recinto con el fin de premiar la obra de artistas jóvenes o que no han expuesto su obra y dar la oportunidad de hacerlo en el museo. El certamen tuvo su primera edición en 2008 y es apoyado, además del propio museo, por el Instituto Zacatecano de Cultura Ramón López Velarde, el Consejo Nacional para la Cultura y las Artes y el Instituto Nacional de Bellas Artes.